# 太平縣 (交阯)
太平縣，是明代交阯承宣布政使司新安府下轄的一個縣，後轉隸鎮蠻府，後陷入安南，治所約在今越南太平省太寧縣。

## 沿革
- 永樂五年六月癸未朔（1407年7月5日）置，隸新安府，并置太平縣稅課局、唵江口、多閤涇口巡檢司[2]。
- 永樂八年七月十四日（1410年8月14日），設太平縣之太平海門廵檢司[3]
- 永樂十三年八月二十二日（1415年9月24日），以多翼縣、太平縣二縣隸鎮蠻府[4]。
- 永樂十三年八月二十三日（1415年9月25日），併西關縣入太平縣，革太平縣稅課局、太平縣之唵江口巡檢司[5]。
- 永樂十四年五月十五日（1416年6月10日），設太平縣儒學、醫學、僧會司、道會司[6]。
- 永樂十六年八月初二日（1418年9月1日），新安府西關縣之支來莊巡檢司隸鎮蠻府太平縣[7]。
- 永樂十七年三月十九日癸亥（1419年4月13日），設太平縣陰陽學[8]。
- 永樂十七年九月十四日丙辰（1419年10月3日），革鎮蠻府為鎮蠻州，多翼縣入太平縣[9]。